# Collioure
Collioure är en kommun och en mycket gammal stad belägen i den sydfranska regionen Occitanien
där Pyrenéerna möter Medelhavet i departementet Pyrénées-Orientales (66). Eftersom där har funnits en naturlig hamn har platsen varit åtråvärd och omstridd. Visigoterna har residerat här, kungen av Mallorca har bott på kungliga slottet och spanjorerna har också härskat i området.
År 1292 hade Collioure 2 300 invånare, idag (2022) har Collioure 2 637 invånare.
Befolkningen räknar sig som katalaner och talar katalanska förutom franska. De lever huvudsakligen på fiske (ansjovis), vinodling och turism.
Collioure tillhör vinområdet Roussillon i egen appellation; Collioure AOC. Klimatet är varmt och soligt. Produktionen har starka historiska band till Katalonien. De vinerna görs på carignan, syrah, mourvèdre, grenache och maccabeu. En tredjedel av produktionen är rosévin; grenache, mourvèdre och syrah.

## Geografi

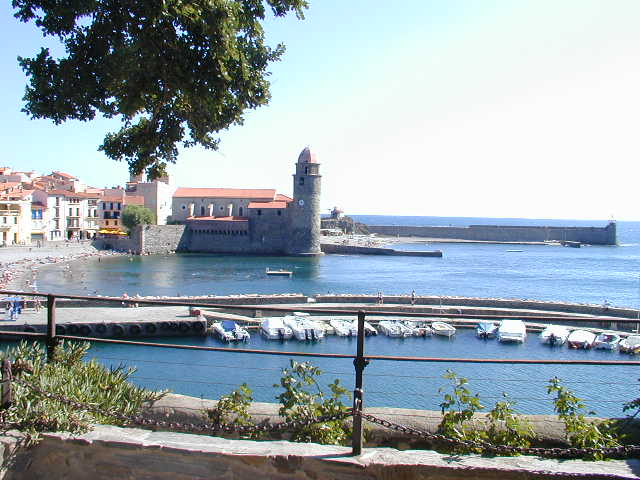
Medelhavet vid Collioure

## Historia
I början av 1900-talet upptäcktes staden av konstnärer. Bland andra André Derain, Henri Matisse och Pablo Picasso har utnyttjat staden och dess ljus.

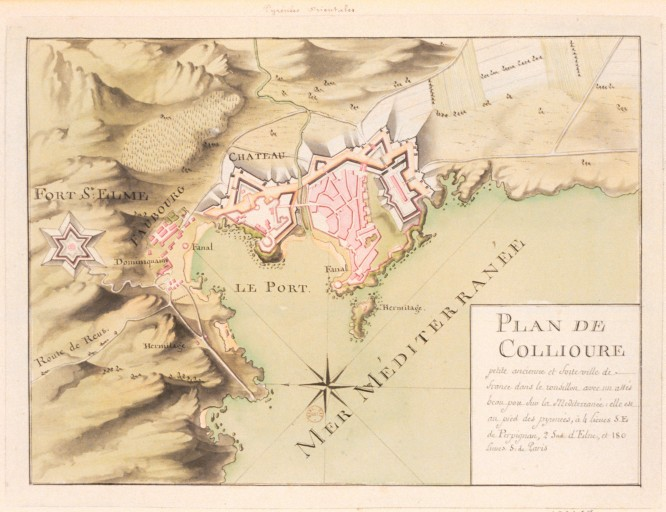
Collioure ca. 1800.
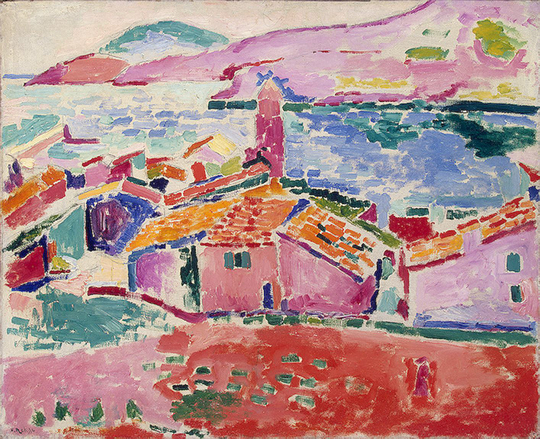
Henri Matisses Vy över Collioure (1905), Eremitaget.

## Befolkningsutveckling
Antalet invånare i kommunen Collioure
| Referens: INSEE |